# Kyselina alfa-linolenová
Kyselina alfa-linolenová (α-linolenová, ALA) systematicky (cis, cis, cis)oktadeka-9,12,15-trienová kyselina je polynenasycená omega-3 mastná kyselina s funkčním vzorcem HOOC(CH2)7CH=CHCH2CH=CHCH2CH=CHCH2CH3. Její soli a estery se nazývají linoleáty. Nachází se v celé řadě semen (semena lnu a konopí, chia semínka, vlašské ořechy) a běžných rostlinných olejů. Objevil ji roku 1887 rakouský chemik Karl Hazura. V čisté podobě byla tato kyselina poprvé získána roku 1909 a uměle syntetizována roku 1995.